# Franz Daiser
Franz Daiser (* 1635; † 25. Dezember 1705 in Sendling) war Teilnehmer am bayerischen Volksaufstand 1705.

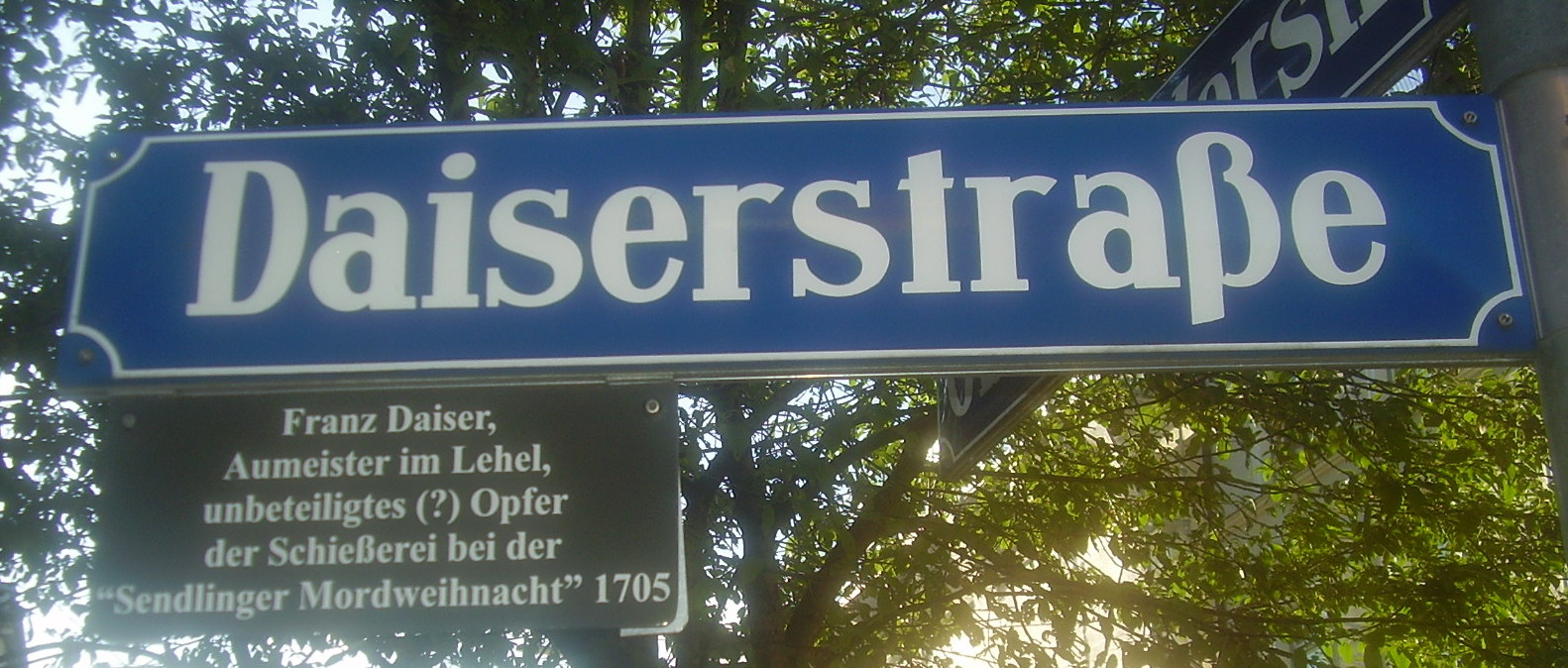
Daiserstraße in München-Sendling

Der Aumeister in Lehel Franz Daiser geriet auf dem Ritt zum Gottesdienst in der „Sendlinger Mordweihnacht“ unter die kaiserlich-österreichischen Truppen und wurde erschossen. 
Im Münchner Stadtbezirk 6 Sendling wurde 1886 die Daiserstraße nach ihm benannt.